# تپه لندر هور
تپه لندر هور مربوط به سده‌های اولیه دوران‌های تاریخی پس از اسلام است و در شهرستان دامغان، روستای آستانه واقع شده و این اثر در تاریخ ۶ آذر ۱۳۷۸ با شمارهٔ ثبت ۲۴۷۴ به‌عنوان یکی از آثار ملی ایران به ثبت رسیده است.